# Odontestra goniosema
Odontestra goniosema är en fjärilsart som beskrevs av George Francis Hampson 1913. Odontestra goniosema ingår i släktet Odontestra och familjen nattflyn. Inga underarter finns listade i Catalogue of Life.